# Vehkalampi
Vehkalampi är en sjö i kommunen Jockas i landskapet Södra Savolax i Finland. Arean är 43 hektar och strandlinjen är 3,47 kilometer lång. Sjön  ingår i Vuoksens huvudavrinningsområde.   Den ligger omkring 19 kilometer nordöst om S:t Michel och omkring 230 kilometer nordöst om Helsingfors. 
Vehkalampi ligger öster om Saarijärvi. 